# 千光寺 (尾道市)
千光寺（日语：せんこうじ）是位於日本廣島縣尾道市東土堂町千光寺公園內的一座真言宗系的寺廟，山號是大寶山，本尊是千手觀音。是中國三十三觀音第十番札所、山陽花之寺第二十番札所。
由於在千光寺位於山腰處，在寺院中有著夫妻岩、鏡岩、玉岩等形狀奇特的岩石，可從高處一覽尾道市區和尾道水道、向島之風景，此一景色也經常在關於尾道市的旅遊指南中使用。

## 概要
千光寺始建於806年，在十世紀時由源滿仲再興；1894年千光寺的住持多田實圓為吸引參拜者前來，將千光寺旁由寺院自身所有的1,347坪土地規劃為公園，並將其命名為「共樂園」。在1903年千光寺將「共樂園」捐贈給尾道市政府後，這公園也成為現在的「千光寺公園」。

## 照片集

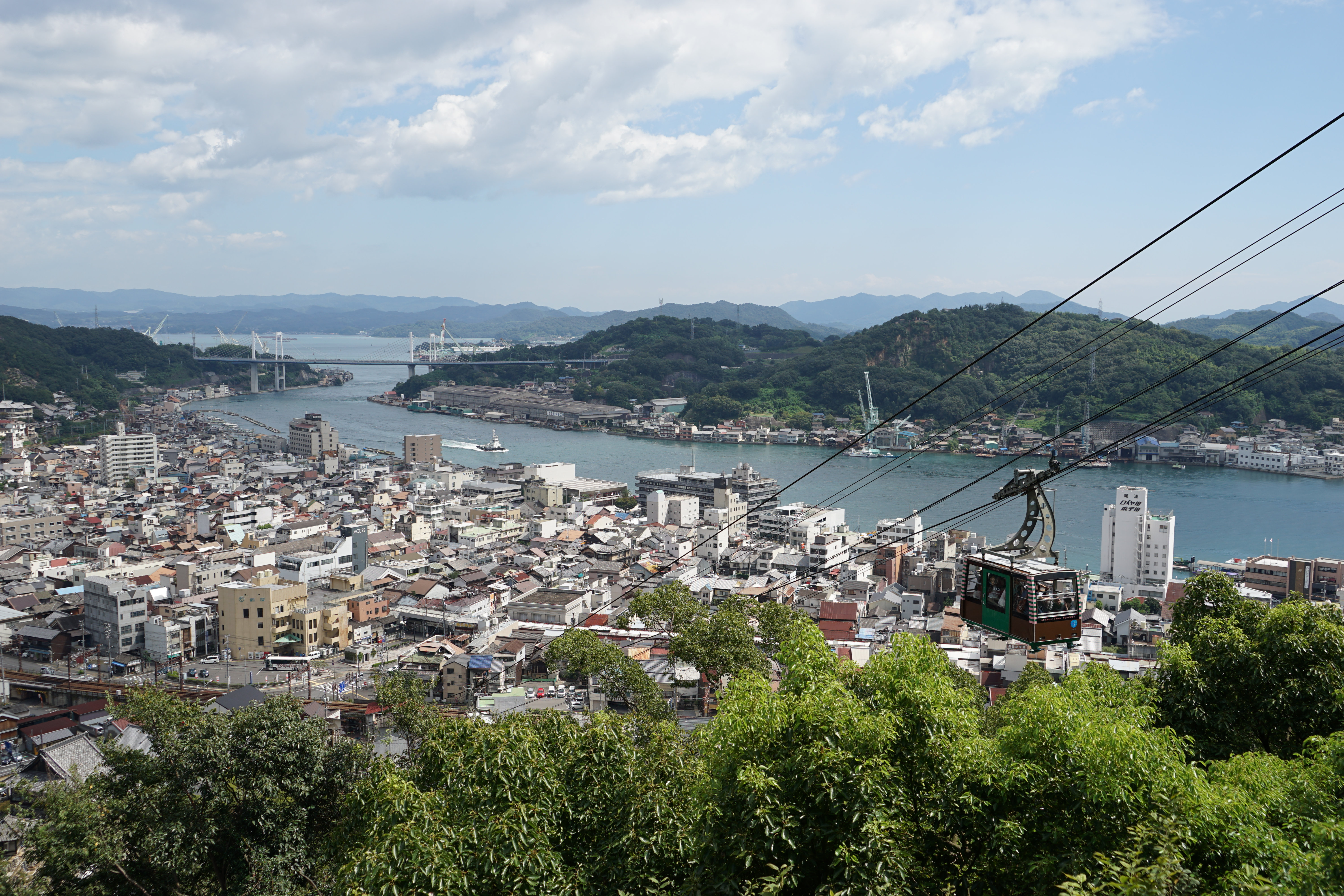
在千光寺見到的纜車、尾道市區、尾道水道之景色
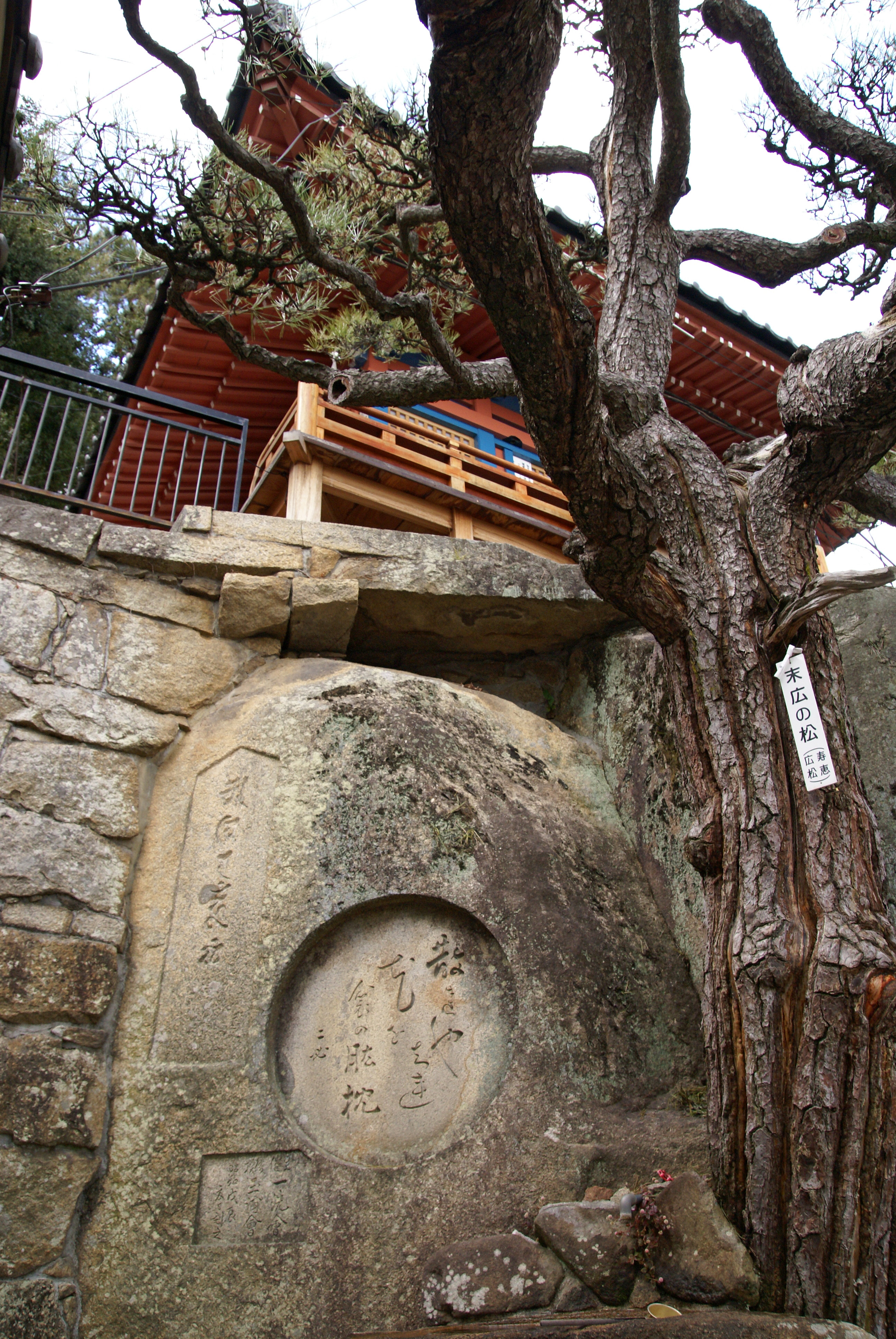
末廣之松
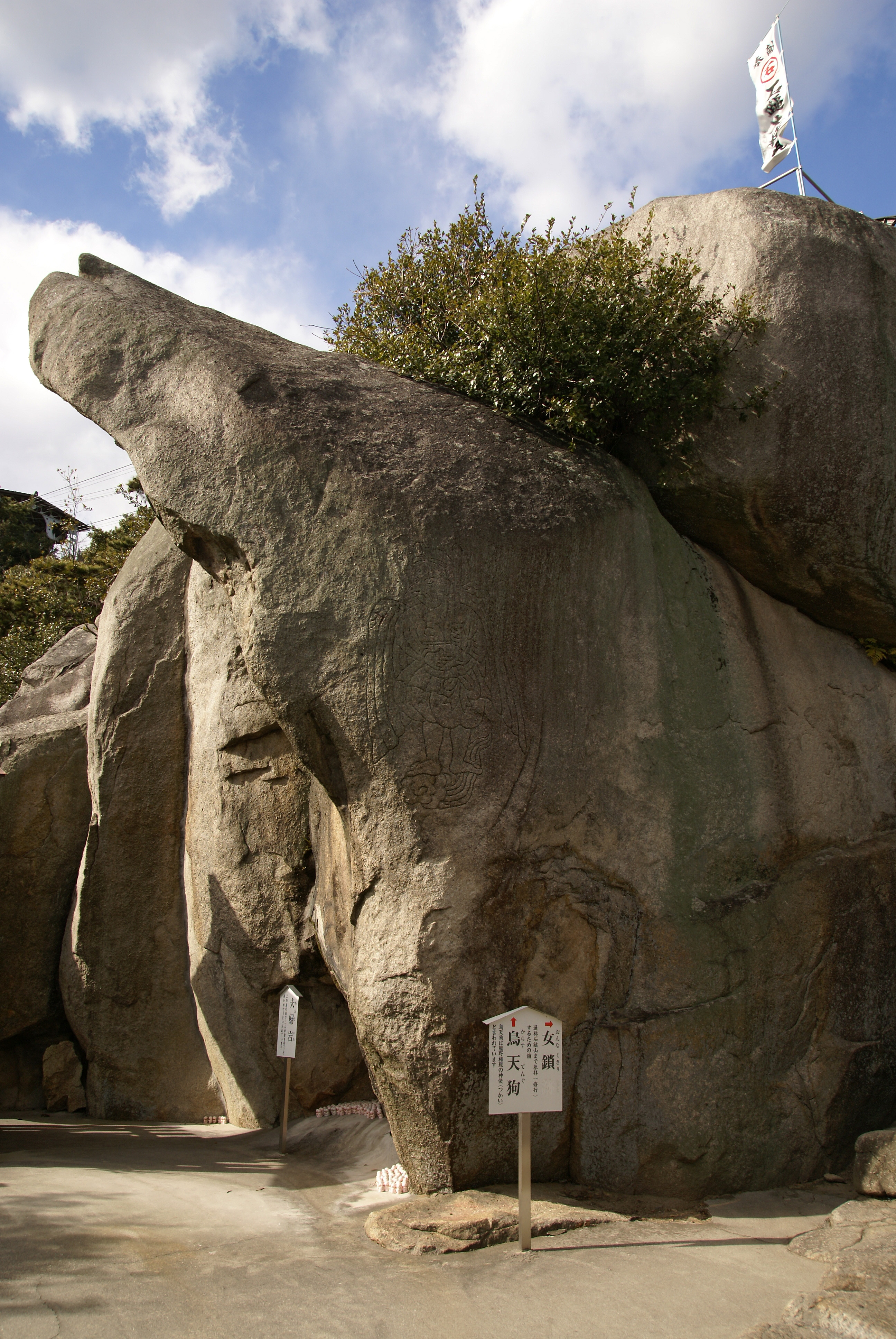
くさり山、烏天狗
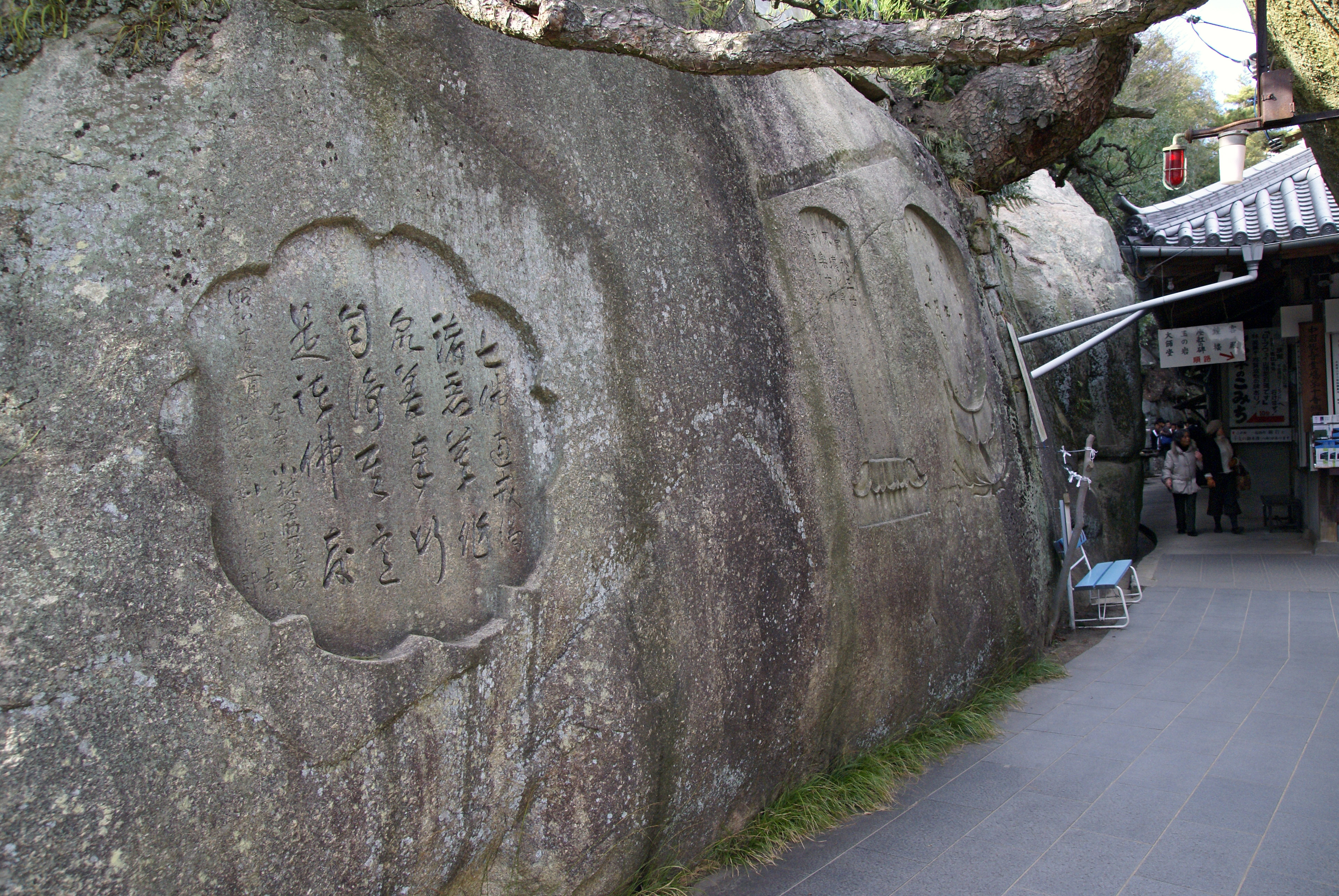
梵字岩
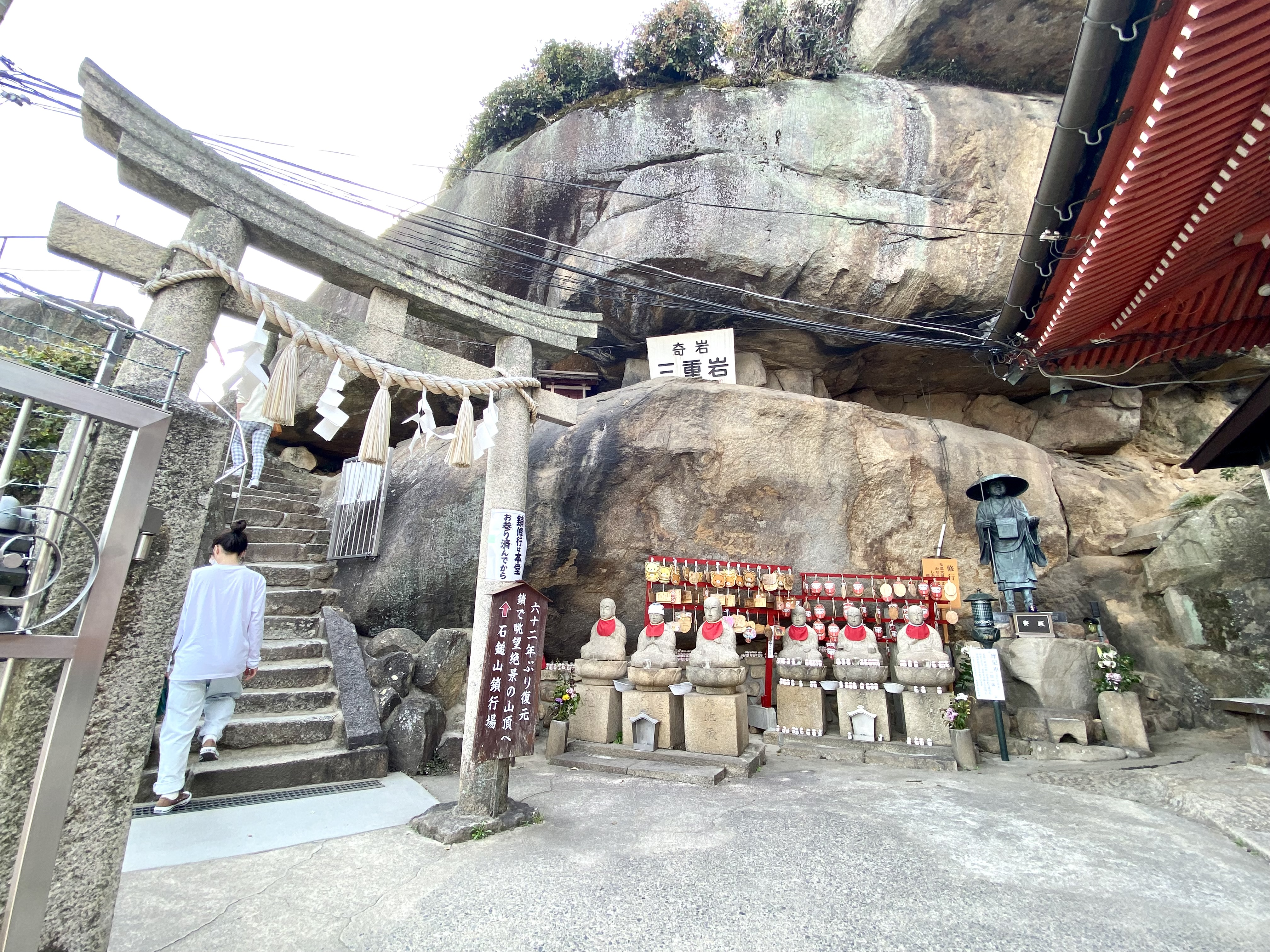
三重岩
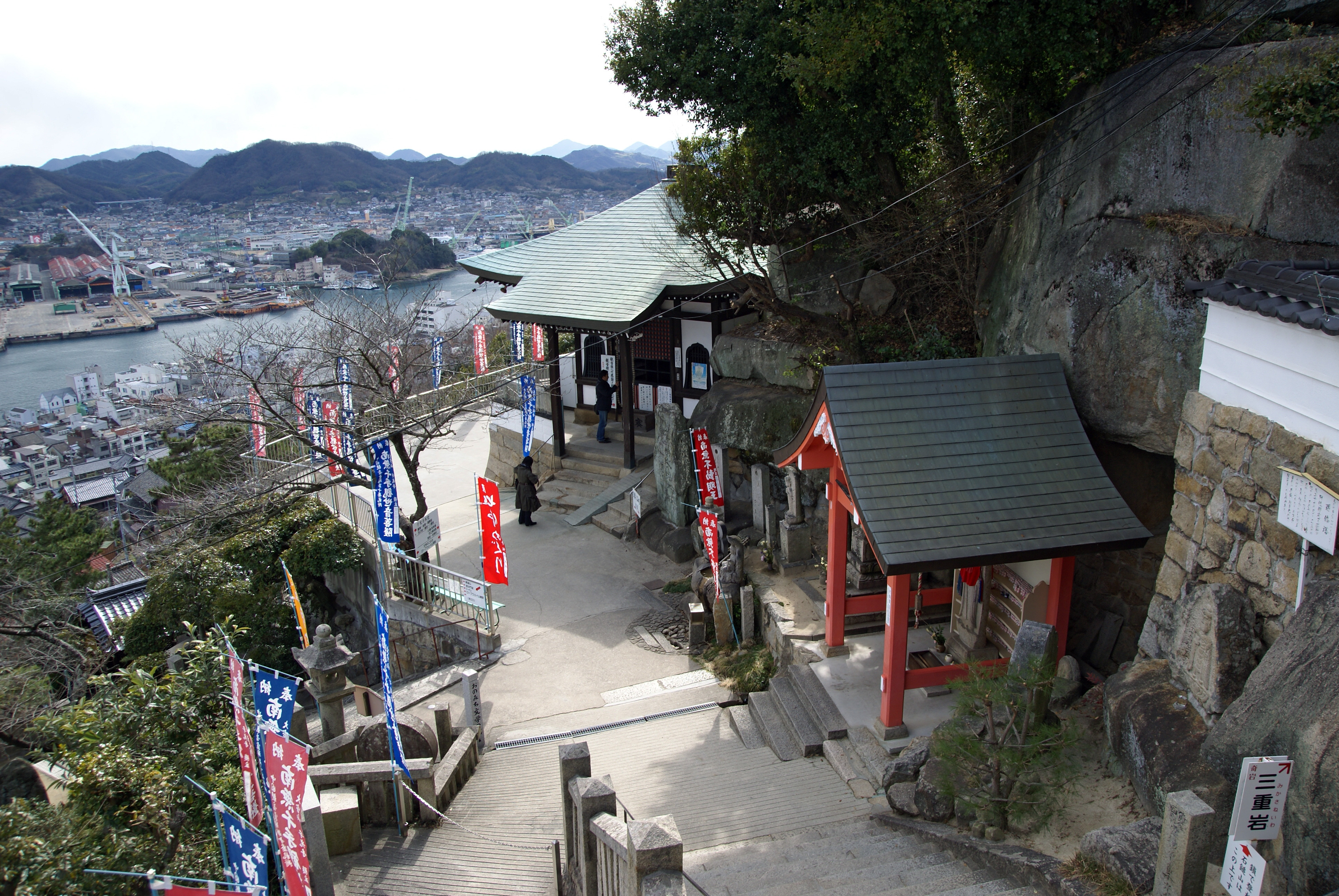
大仙堂、三十三觀音堂
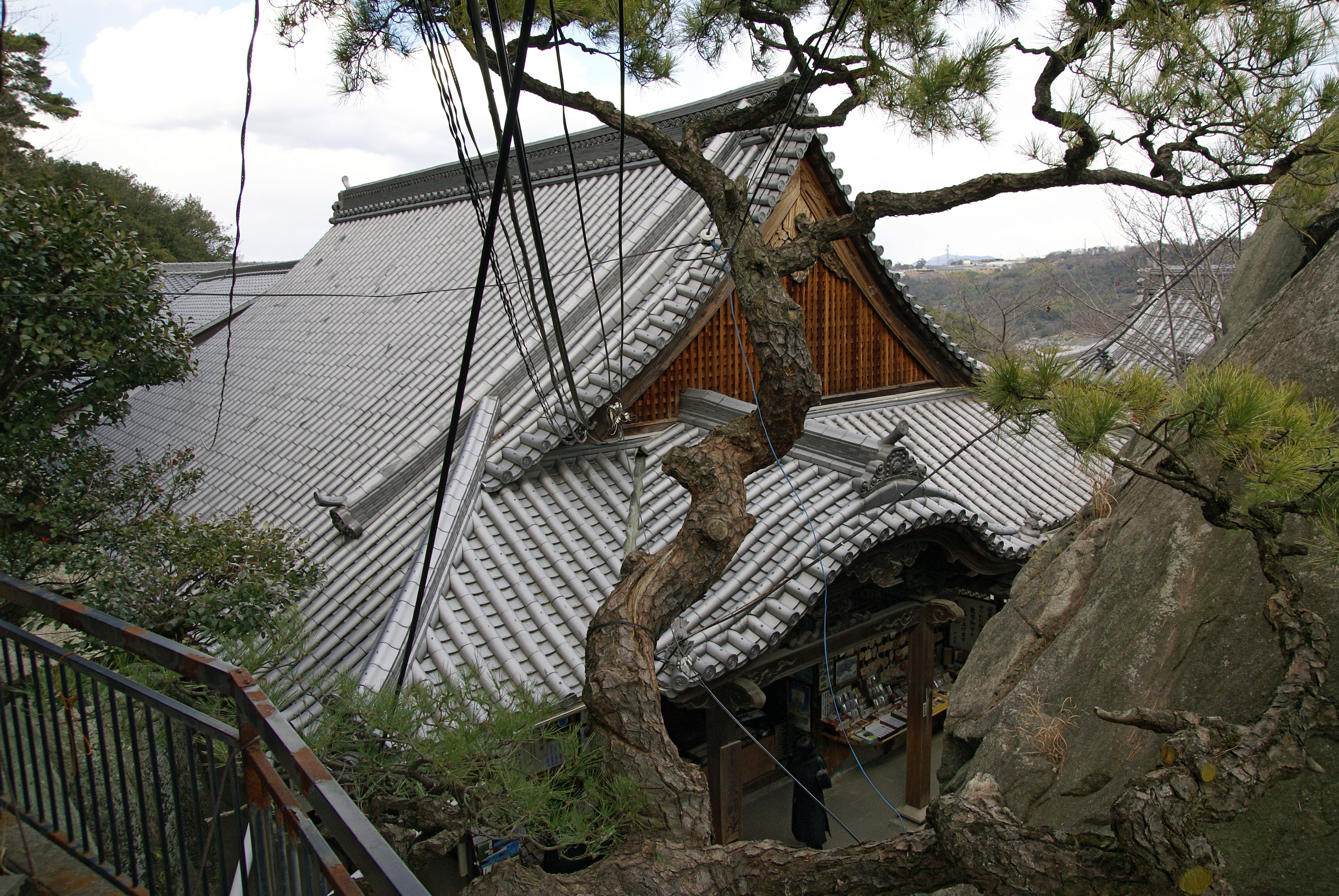
大師堂
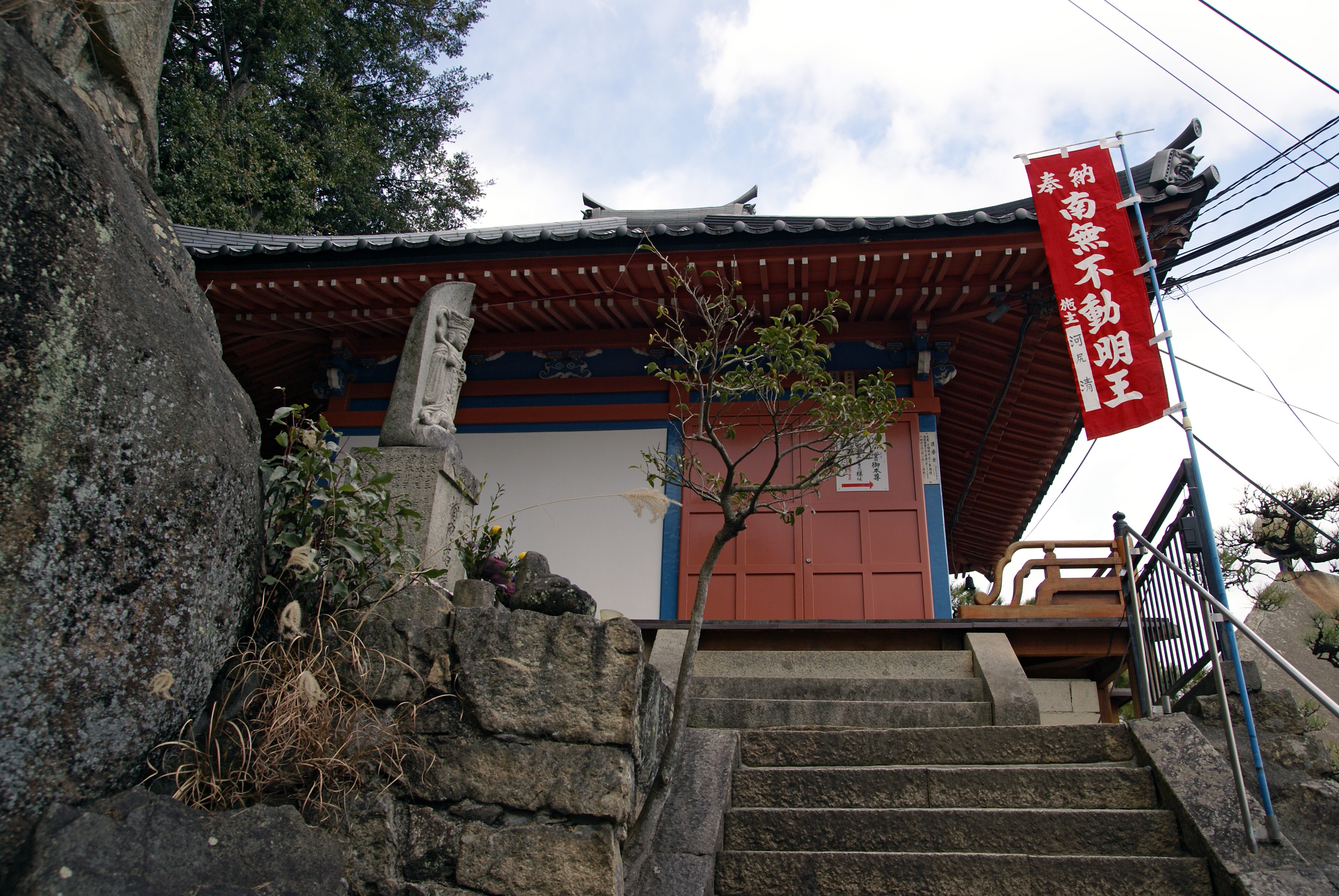
護摩堂
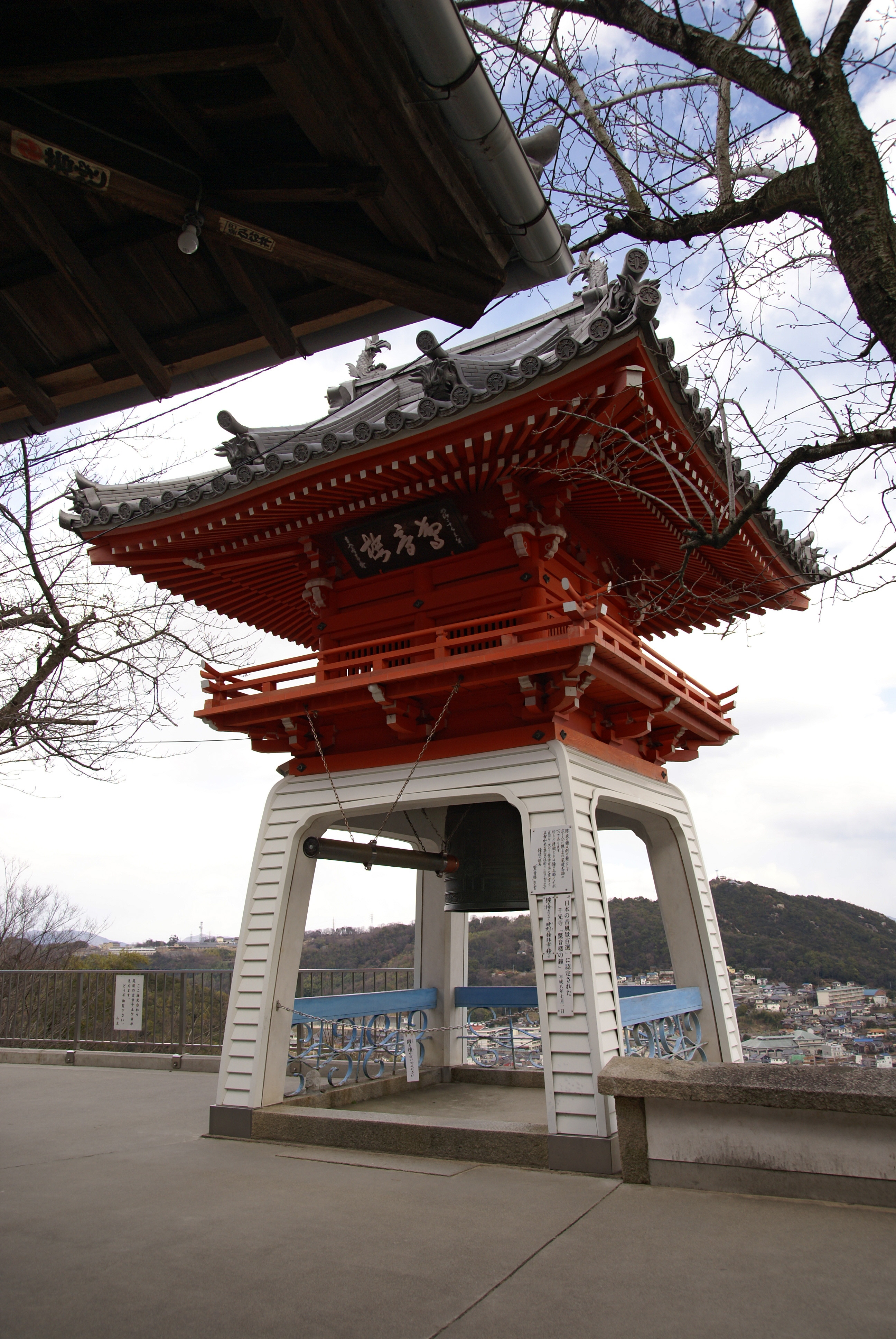
鐘樓
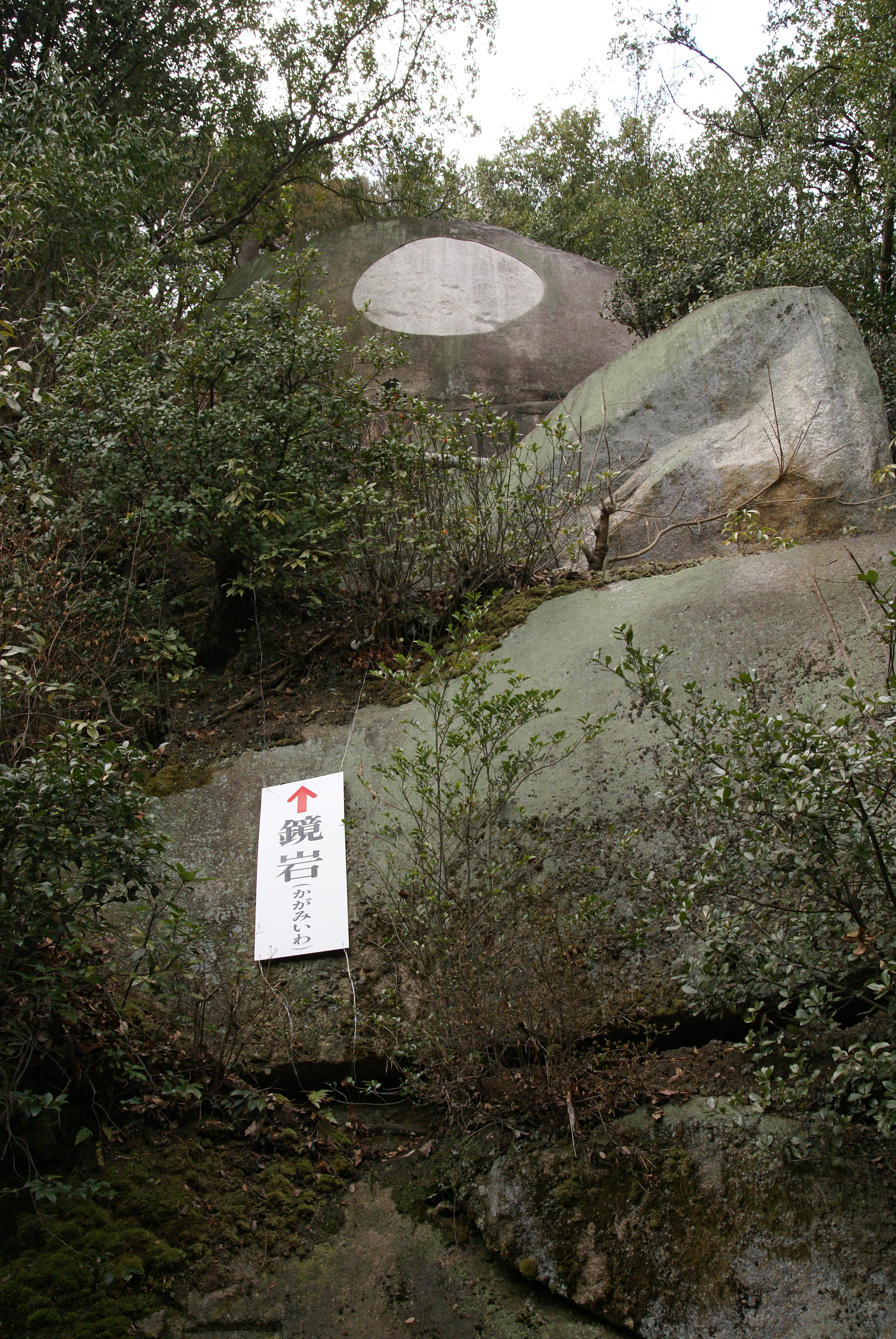
鏡岩
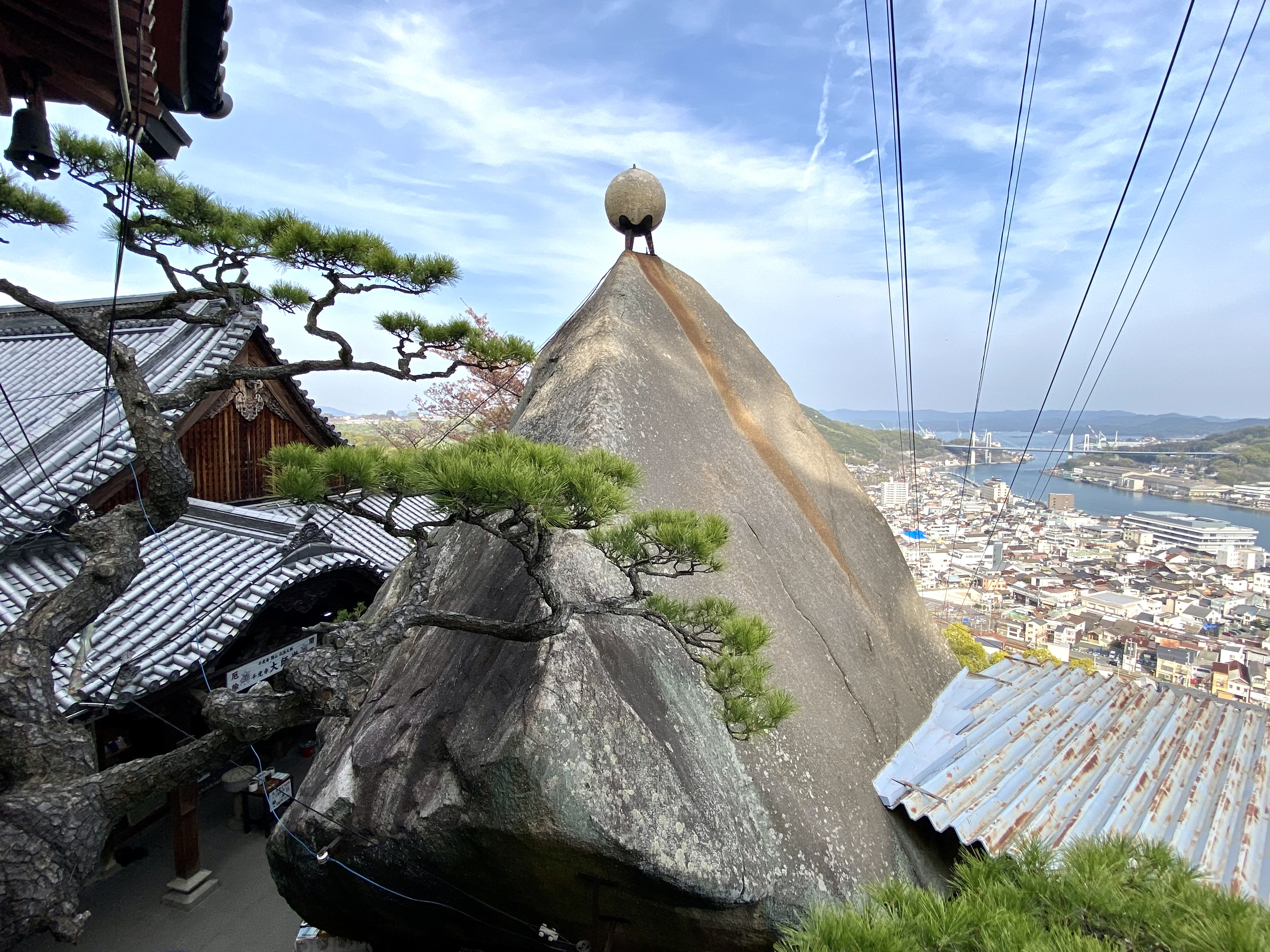
烏帽子岩(玉の岩)
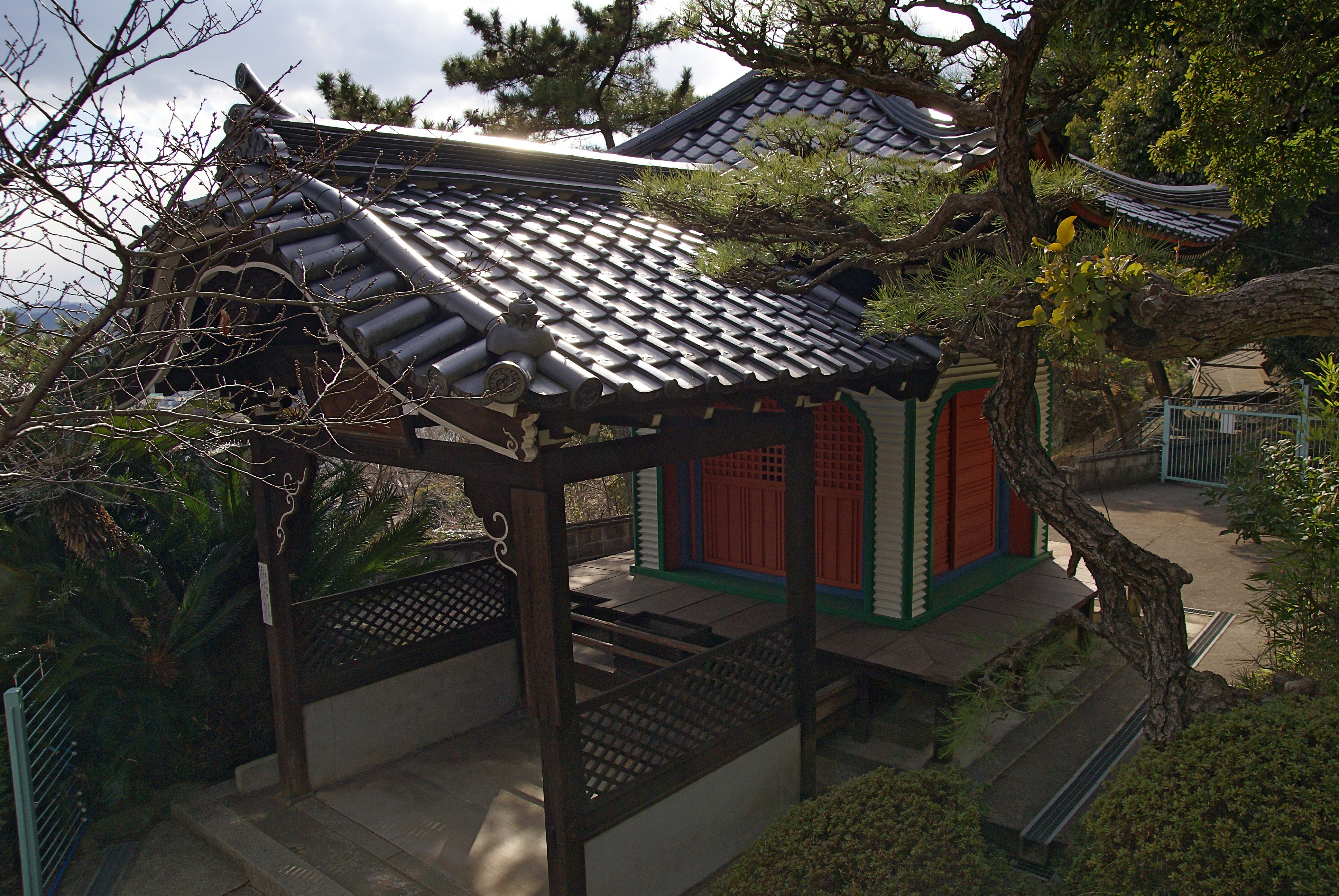
毘沙門堂

## 前後札所
中國三十三觀音靈場
特別靈場 西國寺 -- 10 千光寺 -- 11 向上寺
山陽花之寺二十四寺
19 西國寺 -- 20 千光寺 -- 21 佛通寺

## 外部連結
- 尾道、千光寺、公式ホームページ（页面存档备份，存于）
- 中国観音霊場（页面存档备份，存于）